# Mediator (statystyka)

Przykład grafu systemu przyczynowego, w którym badanemu związkowi przyczyny ze skutkiem towarzyszy mediator zmienna zakłócająca i kolider Typowy problem pominiętej zmiennej polega na nieuwzględnieniu w modelu czynników typu co prowadzi do błędu oszacowania. Dla kontrastu, statystyczne kontrolowanie zmiennych typu i jest jednak także niepożądane, i również zwiększa błąd estymacji – chyba że badacz świadomie testuje efekt mediatora.

Mediator – w statystyce i metodologii, czynnik pośredniczący we wpływie zmiennej objaśniającej (niezależnej) na zmienną objaśnianą (zależną). Pojęcie to służy do modelowania sytuacji, w której współzmienność dwóch zjawisk nie wynika (w całości lub części) z łączącego je bezpośredniego związku przyczynowo-skutkowego, ale z pośrednictwa hipotetycznej trzeciej zmiennej, nazywanej mediatorem (lub zmienną mediującą bądź pośredniczącą). Jedną z technik statystycznych, która pozwala zweryfikować taki model na podstawie zbioru danych jest analiza mediacji wykonana przy pomocy regresji. Jest to narzędzie szczególnie użyteczne w medycynie oraz naukach społecznych takich jak psychologia lub ekonomia, w których badane są często abstrakcyjne, złożone i nieobserwowalne wprost zależności.
Inne ważne postaci zmiennych ubocznych to moderatory, zmienne zakłócające, kolidery i zmienne towarzyszące. Moderatory są często uwzględniane w analizie mediacji – są to czynniki, który modulują (zmniejszają lub zwiększają) stopień współzmienności dwóch zjawisk – określają, pod jakimi warunkami jedna zmienna wpływa na drugą.

## Model
Mediator to zmienna reprezentująca hipotetyczny proces bądź stan, który pośredniczy między zmienną niezależną (objaśniającą; przyczyną) a zmienną zależną (objaśnianą; skutkiem). Znalezienie mediatora pozwala doprecyzować, w jaki sposób zachodzi zależność pomiędzy dwoma zjawiskami. Określanie czynników mediujących spełnia zatem ważną, wyjaśniającą funkcję w programach badawczych.

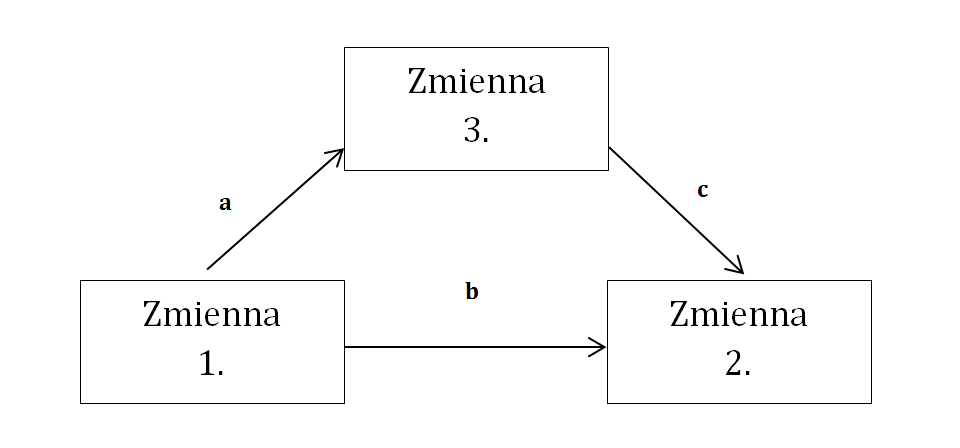
Ryc. 1.

Zmienna 3. to mediator pomiędzy zmienną 1. a zmienną 2 – pomaga wytłumaczyć ich korelację. Wpływ pośredni określa iloczyn ścieżek ab·ca. Wpływ bezpośredni opisuje ścieżka cb. Mediacja występuje wówczas, gdy po uwzględnieniu w analizie statystycznej wpływu pośredniego, wpływ bezpośredni zanika lub przynajmniej istotnie słabnie.

## Statystyczne techniki analizy mediacji
Wstępnym sposobem oceny obecności mediacji na etapie eksploracji danych może być porównywanie średnich lub graficznego dopasowania trendów zmiennych, jednakże są to metody zawodne. Opracowano w związku z tym szereg dokładniejszych rozwiązań statystycznych.

### Analiza regresji (Baron i Kenny)
Jedną z popularnych i prostych technik analizy mediacji jest spopularyzowana przez Barona i Kenny’ego metoda wykorzystująca analizę regresji, choć autorzy ci sami traktowali ją jedynie jako nieoryginalne, robocze i schematyczne rozwiązanie. Przedstawiająca je publikacja z 1986 r. jest jednak jednym z najczęściej cytowanych artykułów w prestiżowym czasopiśmie JPSP. Technika polega na porównaniu wyników analizy regresji z i bez uwzględnieniem mediatora w modelu, np.:
1. Wykonaj regresję zmiennej zależnej (objaśnianej) wobec zmiennej niezależnej (objaśniającej), aby potwierdzić, że zmienna niezależna {\displaystyle (\beta _{11}X)} jest istotnym statystycznie predyktorem w modelu:
{\displaystyle Y=\beta _{10}+\beta _{11}X+\varepsilon _{1}.}
2. Następnie wykonaj regresję mediatora wobec zmiennej niezależnej, aby potwierdzić, że zmienna niezależna {\displaystyle (\beta _{21}X)} jest istotnym statystycznie predyktorem w modelu
{\displaystyle Me=\beta _{20}+\beta _{21}X+\varepsilon _{2}.}
3. W końcu, wykonaj regresję zmiennej zależnej wobec mediatora oraz zmiennej niezależnej, aby potwierdzić, że w tym modelu mediator jest istotnym statystycznie predyktorem, a współczynnik zmiennej niezależnej jest znacząco mniejszy lub całkowicie nieistotny statystycznie:
{\displaystyle Y=\beta _{30}+\beta _{31}X+\beta _{32}Me+\varepsilon _{3}.}

### Modelowanie równań strukturalnych
Modele mediacyjne mogą być analizowane przy pomocy narzędzi modelowania równań strukturalnych (SEM), takich jak LISREL i EQS. Modele te łączą w sobie możliwości analizy czynnikowej, wielozmiennowej analizy regresji i klasycznej analizy ścieżkowej. Pozwalają łączyć zmienne mierzącą podobną cechę w jedną „wiązkę”.
Przykładowo, publikacja Sądka z 1995 r. opisuje badanie próbujące rozstrzygnąć, czy kłopoty uczniów szkolnych z opanowaniem materiału wynikają jedynie z poziomu możliwości intelektualnych ucznia, czy też podlegają wpływowi innego czynnika. Badacz przeprowadził szereg analiz w ramach modeli liniowo-strukturalnych, szukając przyczyn osiągnięć i niepowodzeń w toku nauki szkolnej (biorąc pod uwagi takie predyktory, jak poczucie zagrożenia psychologicznego, motywację wewnętrzną, poczucie skuteczności poznawczej, schemat własnych zdolności, oraz bezradność intelektualną). Z przeprowadzonych badań wynika, iż lęk związany z obawą przed niskimi ocenami negatywnie wpływa na postępy ucznia. Po uwzględnieniu czynnika bezradności intelektualnej związek pomiędzy powyższymi zmiennymi zanika całkowicie. Z powyższego wynika, iż lęk potęguje w uczniu poczucie bezradności intelektualnej, co z kolei wpływa niekorzystnie na osiągnięcia szkolne uczniów. Istotność stanu bezradności intelektualnej jako mediatora potwierdziła seria badań przedstawiona w pracy.

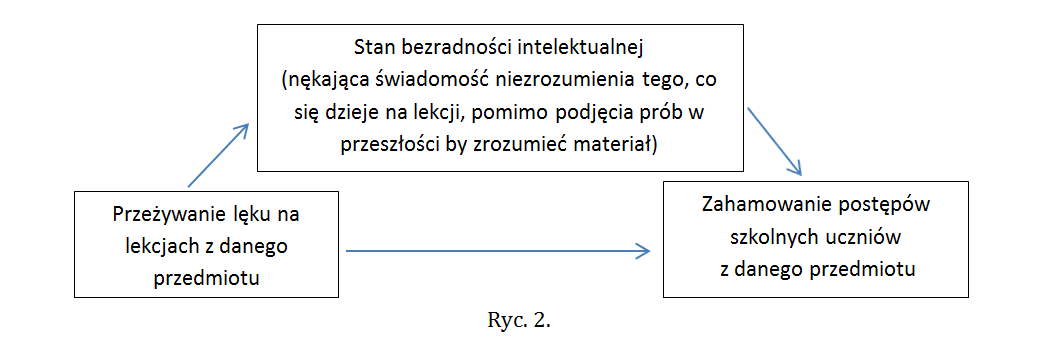
Ryc. 2.

### Test Sobela
Sobel zaproponował w 1982 r. prosty test istotności modelu mediacji podobny do testu t-Studenta, obliczany ze wzoru:
{\displaystyle t={\frac {\alpha \beta }{SE}}={\frac {\alpha \beta }{\sqrt {\alpha ^{2}\sigma _{\beta }^{2}+\beta ^{2}\sigma _{\alpha }^{2}}}},}
gdzie:
{\displaystyle \sigma _{\alpha }^{2}} – wariancja {\displaystyle \alpha ,}
{\displaystyle \sigma _{\beta }^{2}} – wariancja {\displaystyle \beta .}
Statystykę {\displaystyle t} porównuje się po obliczeniu z rozkładem normalnym, np. standaryzowanym, lub rozkładem t-Studenta.
Test ten jest mało odporny na naruszenia założeń, w związku z czym Preacher i Hayes zaproponowali alternatywną, odporniejszą technikę samowsporną.

### Test Preachera i Hayesa
Aby potwierdzić dobre dopasowanie modelu uwzględniającego mediator do obserwacji, można wykorzystać nieparametryczny, samowsporny (ang. bootstrap) test Preachera i Hayesa.

## Mediacja a przyczynowość
Warunkami koniecznymi, ale niewystarczającymi do wykazania relacji przyczynowej, są:
- stały porządek następstwa czasowego (przyczyna zawsze poprzedza skutek)
- współwystępowanie (jeśli występuje przyczyna, zachodzi skutek)

Warunki te powinny być również stawiane wobec zmiennych proponowanych do roli mediatora (oraz moderatora). Jednakże samo wykazanie istotnej obecności mediatora (lub innej zmiennej ubocznej) w modelu nie rozstrzyga jednoznacznie o obecności i postaci związku przyczynowego. Techniki takie jak SEM pozwalają na testowanie hipotez uwzględniających te założenia, co może dawać przesłanki na temat dopasowania danych modelu przyczynowego, ale ich ocena zależy również od pozostałego kontekstu, m.in. teoretycznego.

## Efekt supresji i współliniowość
Współliniowość występuje wówczas, gdy do równania regresji włączone zostają skorelowane ze sobą predyktory. Korelacja może spowodować, że współczynniki niektórych predyktorów przyjmą niespodziewane wartości, np. jeden może okazać się całkiem nieistotny – ilustrując efekt supresji. Rozpatrując dopasowanie modelu należy z tego powodu uwzględnić wartość wszystkich współczynników predyktorów, oraz całościowe miary takie jak ogólny współczynnik determinacji. Efekt supresji jest przykładem efektu pośredniego, to znaczy zmiany relacji między predyktorem a zmienną objaśniającą po wprowadzeniu zmiennej trzeciej. W wielu przypadkach, to zamiar wyjaśnienia związku pomiędzy głównymi zmiennymi jest przyczyną wprowadzenia zmiennej pośredniczącej. Uwzględnienie trzeciej zmiennej jako mediatora jest możliwe przy założeniach, że wpływa na nią predyktor, a ona z kolei wpływa na zmienną wyjaśniającą (ryc. 3). Podobne modele wykorzystuje się aby ujawnić zmienne zakłócające oddziaływanie zmiennej niezależnej na zależną, a więc efekt odwrotny do zjawiska supresji.

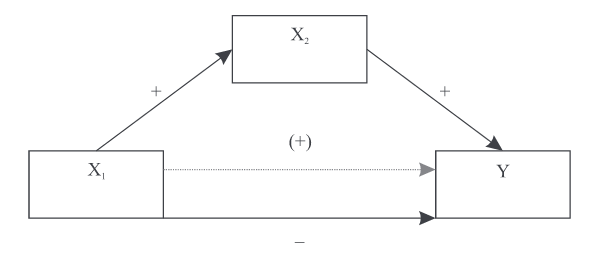
Ryc. 3. Schematyczny przykład efektu mediacji (efekt całkowity w nawiasie)

W modelach uwzględniających mediator za efekt całkowity uznaje się korelację zmiennej niezależnej (X1) i zależnej (Y) równą standaryzowanemu współczynnikowi regresji zmiennej niezależnej na zależną bez uwzględnienia zmiennej pośredniczącej (X2).

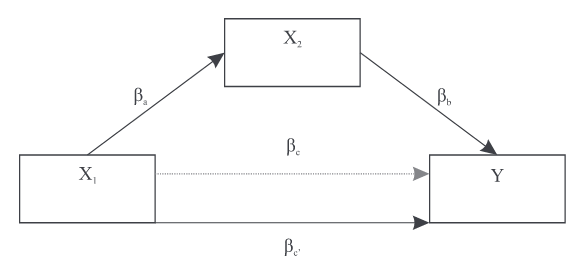
Ryc. 4. Ogólny model efektów pośrednich

W przedstawionym modelu przyjmuje się następujące założenia:
βa – współczynnik regresji zmiennej niezależnej na mediatora,
βb – współczynnik regresji mediatora na zmienną zależną (przy kontroli zmiennej niezależnej),
βc – efekt całkowity,
βc′ – efekt bezpośredni, współczynnik regresji zmiennej niezależnej na zmienną zależną (przy kontroli mediatora)
βa · βb – efekt pośredni.
Efekt całkowity to suma efektów bezpośredniego i pośredniego, a więc βc = βc′+ (βa · βb). Dokonując modyfikacji możemy wyprowadzić następujący wzór efektu pośredniego:
βa · βb = βc – βc′.
Zatem efekt supresji zachodzi gdy: βc′ > βc.
Metodolodzy wyróżniają trzy typy efektów supresyjnych: supresja klasyczna, supresja sieciowa, supresja kooperatywna.

## Zastosowania
Moderatory i mediatory są popularnymi narzędziami statystycznymi. W szczególności, poszukiwanie mediatorów jest wskazane w sytuacjach, w których zachodzi tak silna zależność, że z dużą pewnością można założyć jej istnienie i podjąć próby dalszej analizy i interpretacji, tj. odszukania procesów pośredniczących. Przykładowo, modele paradygmatu poznawczego w psychologii w bardzo dużym stopniu opierają się na mediacji: relacja przyczynowa pomiędzy bodźcami zewnętrznymi a reakcją behawioralną jest zapośredniczona poprzez procesy poznawcze (i związane z nimi zmienne z płaszczyzny poznawczej, osobowościowej, emocjonalnej). Dociekania odnośnie do występowania mediatorów są więc ważnym elementem budowy teorii psychologicznych.
Znając mediatory badacz jest w stanie wskazać przynajmniej niektóre moderatory; jednak znajomość moderatorów nie warunkuje posiadania informacji o mediatorach.

## Literatura cytowana
Januszewski Andrzej (2011), Modele równań strukturalnych w metodologii badań psychologicznych. Problematyka przyczynowości w modelach strukturalnych i dopuszczalność modeli, [w:] Studia z Psychologii w KUL, tom 17, 213-245.